# Égothèle de Wallace
Aegotheles wallacii
Espèce
Statut de conservation UICN

 LC  : Préoccupation mineure
L'Égothèle de Wallace (Aegotheles wallacii) est une espèce d'oiseaux de la famille des Aegothelidae.

## Nomenclature
Son nom commémore le naturaliste britannique Alfred Russel Wallace (1823-1913).

## Répartition
Cet oiseau vit de manière dissoute à travers les îles Aru et la Nouvelle-Guinée.